# بثینه شعبان
بثینه شعبان (زادهٔ ۱۹۵۳) سیاست‌مدار سوری و مشاور کنونی سیاسی و رسانه‌ای رئیس‌جمهور سوریه است. شعبان بین سال‌های ۲۰۰۲ تا ۲۰۰۸، به عنوان نخستین وزیر امور مهاجران سوریه فعالیت کرد.
شعبان متولد المسعودیه و از شانزده سالگی از اعضای شاخهٔ سوری حزب بعث است، او تحصیل کردهٔ بریتانیا است و پی اچ دی ادبیات انگلیسی را از دانشگاه واریک دریافت کرده است.
او متأهل است و دو دختر و یک پسر دارد.